# شعيب الدارة
مركز شعيب الدارة  غرب منطقة القصيم بالقرب من الطريق السريع الرابط بين بين القصيم المدينة المنورة

## التاريخ
شعيب الدارة  وهي من ديار بني عمرو وسكانها المواعزة واميرها بن كمي وتقع بالقرب من جبل عكاش، وجبل عكاش أسود يقع في وسط الجزيرة العربية ، على يسار المسافر من القصيم إلى المدينة المنورة. وهو في ديار بني عمر من حرب

## السكان
وسكانها المواعزة الحوامضة والحناحنة من بني عمرو من حرب ويبلغ عدد سكانها 2.000 نسمة

## الموقع الجغرافي
تقع غرب منطقة القصيم وتبعد عن مدينة بريدة 205 كم . وعن محافظة عقلة الصقور 40 كم .وعن محافظة الرس 160 كم .

## المناخ
المناخ قاري صحراوي، حار جاف صيفًا بارد مُمطر شتاء، وتبلغ درجة الحرارة صيفًا 45°م، وفي الشتاء تصل 3- مادون الصفر ومتوسط سقوط المطر 145 ملم.